# Odontostomias
Odontostomias is een geslacht van straalvinnige vissen uit de familie van Stomiidae.

## Soorten
- Odontostomias masticopogon Norman, 1930
- Odontostomias micropogon Norman, 1930